# Anna Reinholdsdotter Leuhusen
Anna Rheinholdsdotter Leuhusen, död cirka 1554, var en svensk katolsk nunna tillhörande Sankta Klaras orden och abbedissa i Sankta Klara kloster i Stockholm cirka 1508–1524. Hon var känd för sin inblandning i stridigheterna om Stockholm mellan Sverige och Danmark under 1520-talet.

Anna Rheinholdsdotter Leuhusens halskedja av guld som ingår i de Leuhusenska familjesmyckena.

## Biografi
Anna Rheinholdsdotter Leuhusen var svägerska till den danske översten Gorius Holste genom sin syster. Hon inträdde som nunna i Klara kloster i Stockholm vid en okänd tidpunkt. Det är inte känt när hon blev abbedissa, men det var tidigast år 1499 och senast år 1508, då hon finns bekräftad i ämbetet.
Under striden om Stockholm år 1522–1523 mellan svenska och danskar, användes hennes kloster som flyktväg för de stadsbor som ville ansluta sig till den svenska armén som belägrade staden. 
Enligt en legend ska hon ha förrått dessa personer för danskarna och utlämnat dem till avrättning. Det ska hon ha gjort enligt överenskommelse med sin systers man, Stockholms borgmästare, som var lojal mot danskarna. Detta skulle ha varit skälet till att klostret år 1527 blev ett av de första som drogs in under reformationen.
Hon behöll det halsband som enligt uppgift hade tillhört klostrets abbedissor sedan Rikissa Magnusdotter av Sverige, och gav det till sin släkt, Leuhusen, där det gick i arv. Smycket blev sedermera känt som släktklenod under namnet Leuhusenska guldkedjan, som i dag förvaras på Statens historiska museum.
År 1525 antecknades en Elin Thomasdotter som klostrets abbedissa, vilket innebär att Leuhusen måste ha förlorat sin position, eftersom hon fortfarande var vid liv år 1550.
Hon uppges ha dött omkring år 1554.